# سامسونج إنترنت
سامسونج إنترنت هو متصفح للجوال وللهواتف الذكية وphablets، يتم تطويره من قبل شركة سامسونج. وهو يقوم على أساس مشروع كروم مفتوح  المصدر وقد كان في السابق يأتي مثبت على اجهزة سامسونج غالاكسي. منذ عام 2015 ، كان متاحا للتحميل من متجر Google Play. قدرت سامسونج  بأن حوالي 400 مليون مستخدم نشط على المتصفح شهريا في عام 2016. وفقا لبينات الكس ، كان لديها حصة في السوق تبلغ حوالي 5.65% (بين 51.65% لجميع متغيرات كروم ) حول شباط / فبراير 2018.
دعم سامسونج-أجهزة معينة ، مثل Gear VR و أجهزة الاستشعار البيومترية.

## التاريخ
أستبدلت سامسونج   المتصفح الافتراضي للاندرويد  على أجهزة سامسونج جالاكسي في عام 2012 . في أوائل عام 2013، تقرر قاعدة المتصفح على الكروم و أول الكروم القائمة على نسخة تم إصدارها  مع  نموذج اس 4 في وقت لاحق من ذلك العام.
الإصدار 4 صدر في أوائل عام 2016 ، مضيفا خاصية نافذة الفيديو المصغرة العائمة,ميزة تاريخ الفيديو , الدفع على شبكة الإنترنت, خدمة العمال علامات تبويب مخصصة المحتوى مانع التمديد.
الإصدار 5 صدر في كانون الأول / ديسمبر 16, 2016, إضافة الدفع على الويب وتعزيز مساعد الفيديو.
الإصدار 5.4 صدر كنسخة تجريبية مفتوحة للتحميل لكل أجهزة الأندرويد  في آذار / مارس عام 2017 ،  حضر المحتوى وضع واجهة المستخدم (في القائمة). نسخة مستقرة تم الإفراج عنها في وقت لاحق في جميع أنحاء العالم في مايو 2017, بعد إطلاق Samsung Galaxy S8.
الإصدار 6.2 صدر في 30 أكتوبر / تشرين الأول 2017 ، مضيفا وضع التباين العالي والوضع الليلي.

## الدعم
الإصدار الأحدث (v6.2) من سامسونج الإنترنت لالروبوت يدعم جميع الروبوت 5.0 وما فوق من الهواتف.
سابقا (v5.0) سامسونج الإنترنت لالروبوت فقط معتمد على سامسونج غالاكسي نيكزس جوجل الهواتف مع الروبوت 5.0 وما فوق.

## الميزات
- حجب امتداد المحتوى .[19]
- التكامل مع Gear VR و DeX .[20]
- دعم كنوكس
- فتح علامات التبويب مزامنة الإشارات
- وضع القارئ
- حفظ الصفحات
- «وضع السري» و المصادقة البيومترية.[21]
- ويب آمنة دخول تلقائي
- ميزات SPen اد
- دعم خدمة العمال و دفع API
- وضع فائق في توفير الطاقة

## وصلات خارجية
- سامسونج الإنترنت المطور محور